# Diocesi di Panopoli
La diocesi di Panopoli (in latino Dioecesis Panopolitana) è una sede soppressa del patriarcato di Alessandria e sede titolare della Chiesa cattolica.

## Storia
Panopoli, identificata con l'odierna città di Akhmim, fu una sede vescovile della provincia romana della Tebaide Prima nella diocesi civile di Egitto. Faceva parte del patriarcato di Alessandria ed era suffraganea dell'arcidiocesi di Antinoe.
Sono diversi i vescovi noti di quest'antica diocesi egiziana. Nella lettera festale XIX di Atanasio di Alessandria, del 347, vengono riportati i nomi di vescovi deceduti di diverse sedi egiziane e i nomi di coloro che furono nominati al loro posto. A Panopoli, il vescovo Artemidoro, anziano e malato, chiese a Atanasio di dargli un successore, anche se lui era ancora vivo; nella lettera Atanasio menziona il vescovo Areio, destinato a succedere a Artemidoro. In precedenza Artemidoro aveva preso parte al concilio di Tiro del 335, dove fu tra i sostenitori di Atanasio.
Un papiro, datato alla metà circa del IV secolo, menziona il vescovo Ieracapollo (Ίερακαπόλλων), attribuito, con il beneficio del dubbio, alla sede di Panopoli.
Sabino partecipò al concilio di Efeso del 431, nel quale prese le difese del proprio patriarca Cirillo di Alessandria.
Altri due vescovi, Foibammone e Menas, sono documentati a metà circa del VI e del VII secolo. Foibammone, autore di un encomio di San Colluto, visse all'epoca del patriarca Teodosio I (535-566), che lo nominò diadochos di tutto l'Egitto. Le Quien parla di un santo vescovo di nome Menas, ricordato in un calendario liturgico etiope.
Dal XIX secolo Panopoli è annoverata tra le sedi vescovili titolari della Chiesa cattolica; la sede è vacante dal 26 dicembre 1968.

## Cronotassi

### Vescovi residenti
- Artemidoro † (prima del 335 - dopo il 347)
- Areio † (circa 347 - ?)
- Ieracapollo † (metà circa del V secolo)
- Sabino † (menzionato nel 431)
- Foibammone † (metà circa del VI secolo)
- Menas † (metà circa del VII secolo)

### Vescovi titolari
- Gulstan Francis Ropert, SS.CC. † (3 giugno 1892 - 4 gennaio 1903 deceduto)
- Charles-Joseph Nicolas, S.M. † (12 agosto 1918 - 15 agosto 1941 deceduto)
- Zygmunt Choromański † (7 maggio 1946 - 26 dicembre 1968 deceduto)